# Чабановка (Закарпатская область)
Чабановка (укр. Чабанівка) — село в Среднянской поселковой общине Ужгородского района Закарпатской области Украины.
Население по переписи 2001 года составляло 442 человека. Почтовый индекс — 89455. Занимает площадь 0,65 км².

## История
В 1946 году указом ПВС УССР село Бачава переименовано в Чабановку.